# Lutrin
 (août 2024).
Si vous disposez d'ouvrages ou d'articles de référence ou si vous connaissez des sites web de qualité traitant du thème abordé ici, merci de compléter l'article en donnant les références utiles à sa vérifiabilité et en les liant à la section « Notes et références ».
Pour les articles homonymes, voir Le Lutrin.

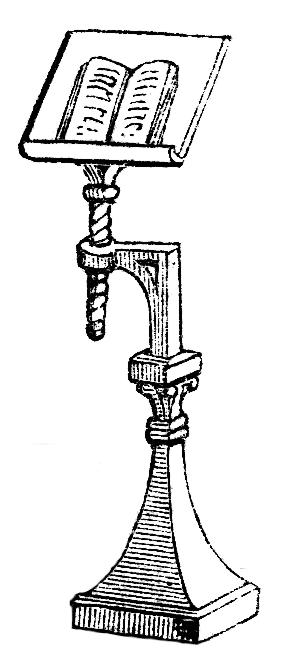
Gravure d'un lutrin médiéval.

Le lutrin (du latin populaire lectrinum, diminutif de lectrum issu du radical *leg, de lego « lire », avec le suffixe -trum, « ce qui sert à ») est un petit meuble pour lire ou écrire commodément un livre. Il est particulièrement utile si l'ouvrage est volumineux ou précieux et s'il ne peut être tenu à la main (par exemple au cours d'une cérémonie religieuse).
En Suisse romande, dans le Canada francophone et en Vallée d'Aoste, le mot lutrin est aussi couramment utilisé pour désigner un pupitre soutenant une partition de musique.

## Moyen Âge
Au Moyen Âge, les moines copistes sont assis sur des bancs, appuyés sur un pupitre incliné : le lutrin.

## Lutrin en pied
Un pied massif sert de potence à une sorte de « toise » – plateau, réglable en hauteur.
Sur celle-ci est fixée le lutrin proprement dit.
Au Collège des Quatre-Nations (l'Institut de France), la bibliothèque Mazarine offre à ses lecteurs des petits lutrins de format A4 environ. Les vantaux sont fixés à l'alidade par des vis de réglage, comme dans un goniomètre. Pour les grands manuscrits, le lutrin est incliné de 15°, et un « futon » sert d'amortisseur sur le triptyque.
Le lutrin en tant que mobilier liturgique possédait souvent un socle représentant les symboles des quatre évangélistes : le lion de saint Marc, l'aigle de saint Jean, l'homme de saint Matthieu et le taureau de saint Luc. Le pupitre prenait plusieurs formes : constitué d'un aigle ou de deux aigles accolés (ce mobilier est appelé aigle-lutrin, ou plus simplement aigle), il servait à la lecture des textes du Nouveau Testament. Sa forme a été choisie pour une double raison : symbolique, faisant référence à l'évangéliste Jean et son attribut l'aigle ; pratique car il est le seul des quatre symboles évangéliques, à pouvoir déployer ses ailes pour servir d'appui aux livres ouverts. Le lutrin pour lire les épîtres adopte des formes variées, représentant notamment la figure de Moïse (il servait originellement à la lecture des textes de l'Ancien Testament) qui tient en sa main les Tables de la Loi

Mobilier liturgique
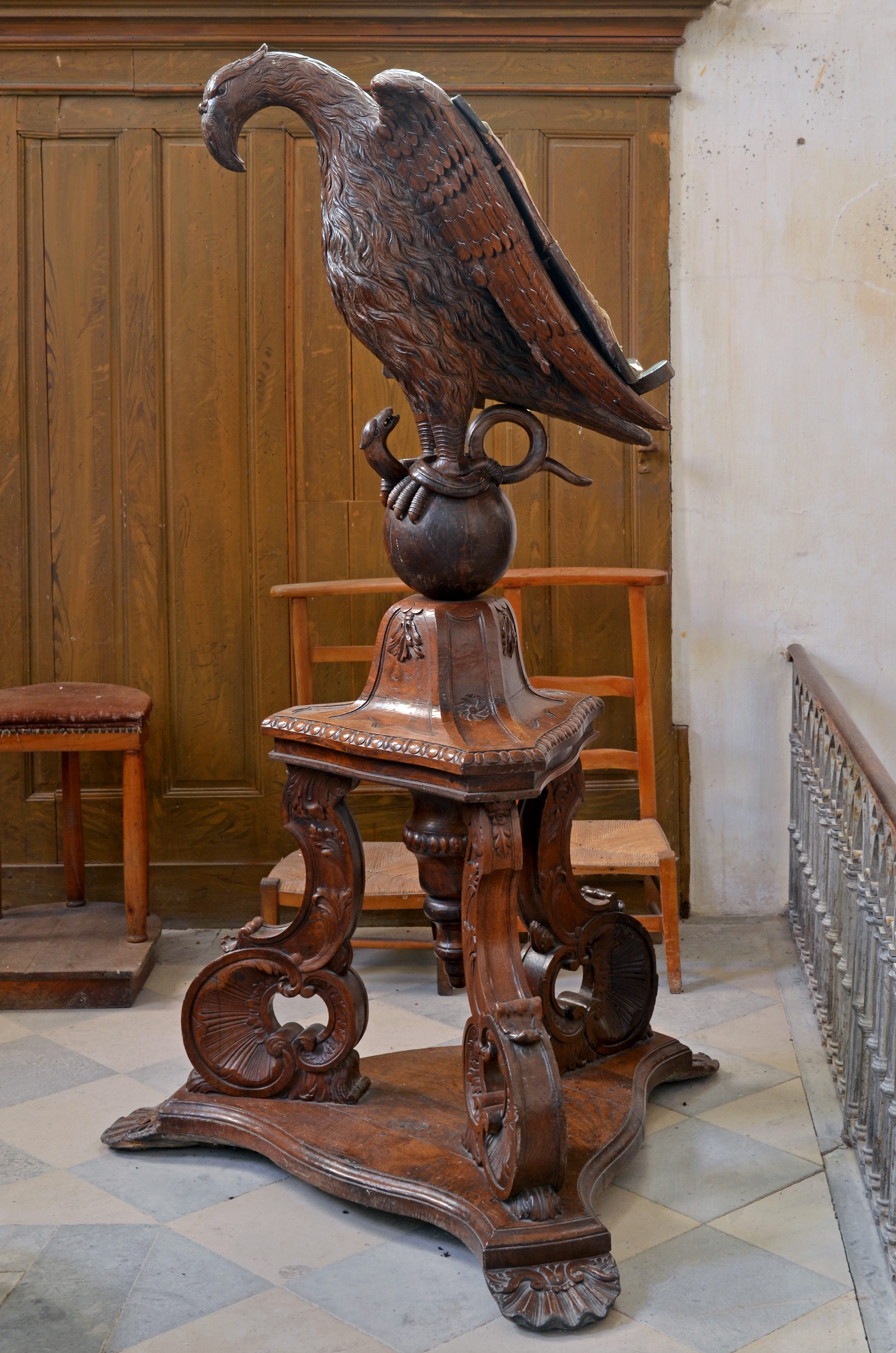
Aigle-lutrin dans l'église Sainte-Hélène d’Orval (Manche)
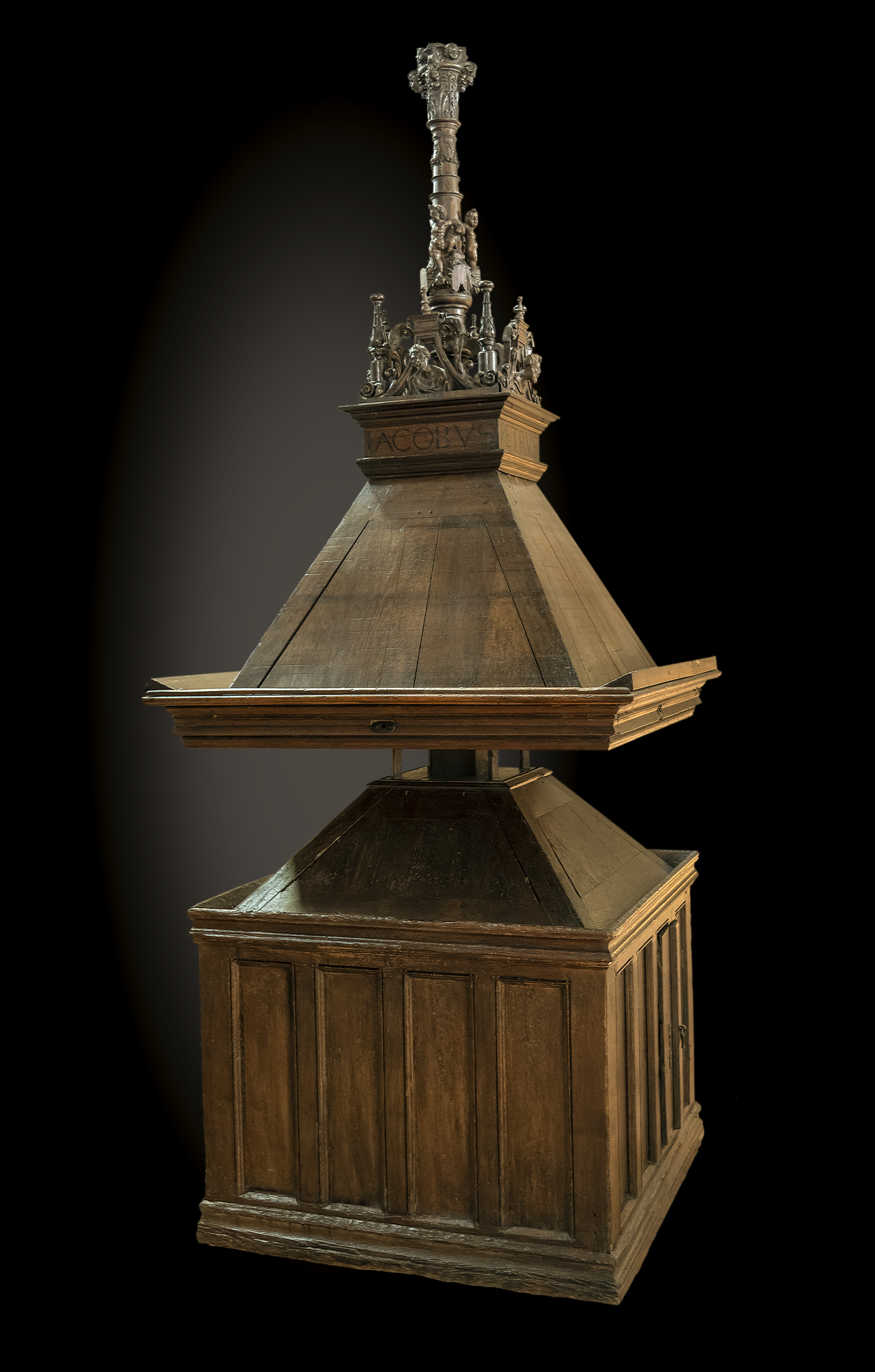
Lutrin 1530. Cathédrale d'Auch
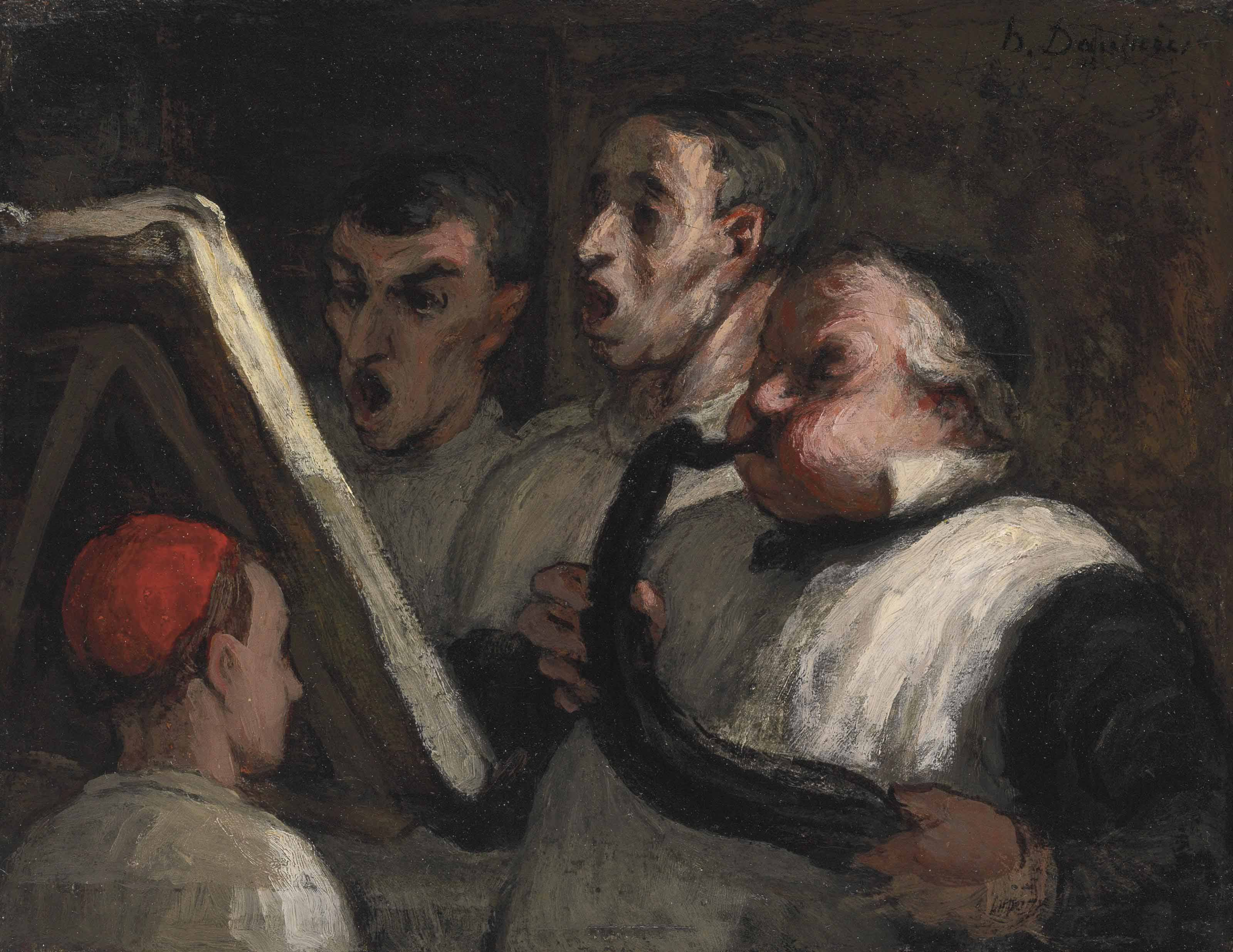
Le Lutrin, 1864-1865 Honoré Daumier Collection privée, Vente 2016

## Lutrin de table
Il sert à lire un livre posé dessus.
Il est essentiellement composé d'un triptyque en bois (le dossard, de largeur réglable dans les lutrins de luxe, et deux vantaux symétriques). La taille peut aller jusqu'à un « grand-monde » (120 × 80 cm), mais il en existe de 80 × 60 cm, etc.
Le triptyque est fixé solidement à angle droit par le dossard sur une alidade de réglage (semi-circulaire ou semi-elliptique).
L'alidade est percée sur son pourtour de trous, symétriques. Le dossard est incliné comme un plan incliné, réglable (de 15° s'il s'agit de lire sur la table, et  plutôt comme un pupitre de musique s'il s'agit de lire en pied), et bien rigidifié au reposoir. Deux tourillons dans deux trous permettent de supporter la couverture de gauche et celle de droite, sans trop ouvrir le livre, pour éviter de  « croquer » la reliure ; et deux tourillons internes bloquent les pages en position : on les enlève prestement, on tourne la page et on les remet.

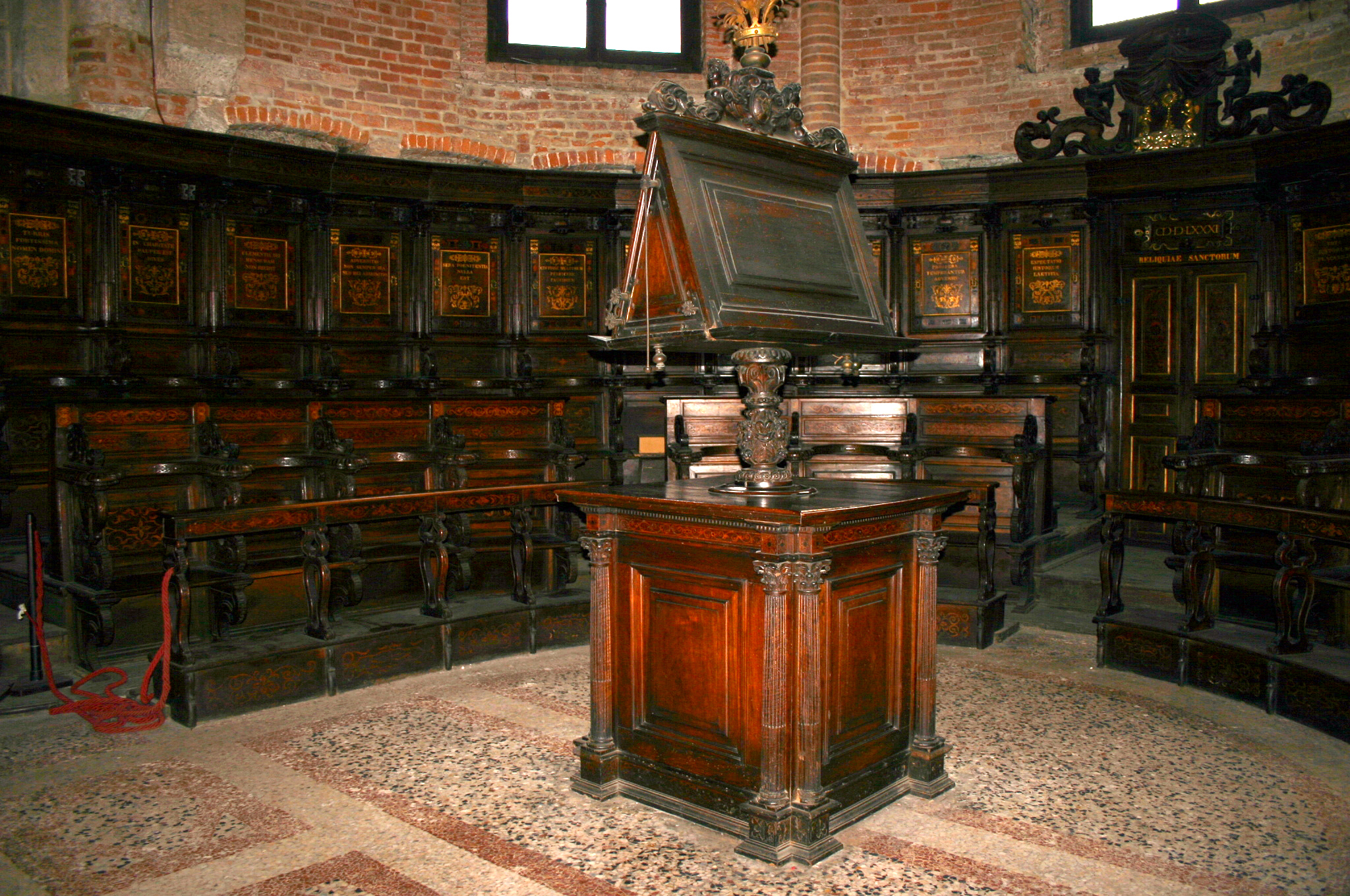
Lutrin de San Simpliciano - Milan.